# Ghetto Đức Quốc Xã
Bắt đầu với cuộc xâm lược Ba Lan trong Thế chiến II, chế độ Đức Quốc xã đã thiết lập những khu ghetto trên khắp Đông Âu do Đức chiếm đóng để tách biệt và giam cầm người Do Thái, và đôi khi là người Romani, vào các khu vực nhỏ của các thị trấn và thành phố để tiếp tục khai thác. Trong các tài liệu của Đức và các biển báo tại lối vào ghetto, Đức quốc xã thường gọi chúng là Jüdischer Wohnbezirk hoặc Wohngebiet der Juden, cả hai đều được dịch là Khu Do Thái. Có một số loại khác nhau bao gồm ghettos mở, ghettos kín, công việc, quá cảnh và ghettos hủy diệt, theo định nghĩa của các nhà sử học Holocaust. Trong một số trường hợp, chúng là nơi kháng chiến ngầm của người Do Thái chống lại sự chiếm đóng của Đức, được gọi chung là các cuộc nổi dậy ghetto.

## Lịch sử

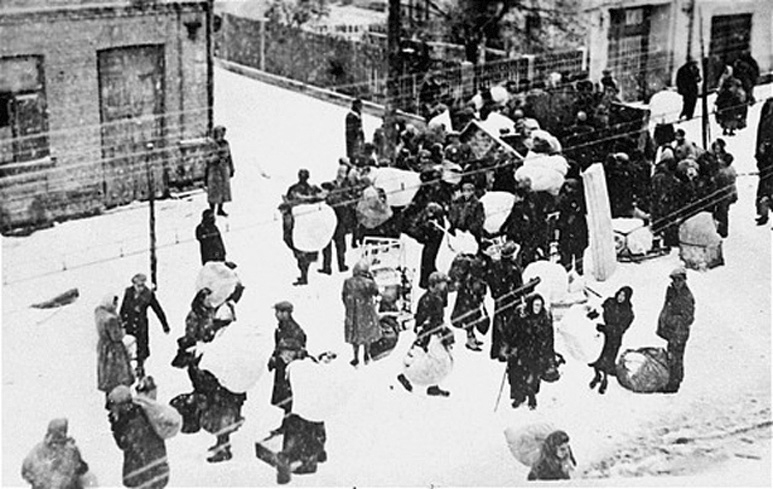
Người Do Thái bị buộc vào Grodno Ghetto mới ở Bezirk Bialystok, tháng 11 năm 1941

Các biện pháp chống người Do Thái đầu tiên được ban hành ở Đức với sự khởi đầu của chủ nghĩa phát xít, mà không có kế hoạch ghetto hóa thực sự cho người Do Thái ở Đức, mà đã bị từ chối trong thời kỳ hậu Kristallnacht. Tuy nhiên, chẳng bao lâu sau năm 1939 cuộc xâm lược của Đức Ba Lan, Đức quốc xã đã bắt đầu thiết kế các khu vực của thành phố Ba Lan lớn hơn và các thị trấn như các khu chỉ có người Do Thái, và trong vòng vài tuần, bắt tay vào một chương trình lớn ép buộc người Do Thái Ba Lan rời bỏ nhà cửa và các doanh nghiệp của họ thông qua trục xuất cưỡng bức. Toàn bộ cộng đồng Do Thái bị trục xuất vào các khu vực đóng cửa này bằng tàu hỏa từ nơi xuất phát của họ một cách có hệ thống, sử dụng các tiểu đoàn Cảnh sát trật tự,  đầu tiên ở Reichsgaue, và sau đó trên toàn lãnh thổ Generalgodarnement.
Khu ghetto đầu tiên của Thế chiến II được thành lập vào ngày 8 tháng 10 năm 1939 tại Piotrków Trybunalski (38 ngày sau cuộc xâm lược), với khu ổ chuột Tuliszków được thành lập vào tháng 12 năm 1939. Khu ổ chuột đô thị lớn đầu tiên được gọi là Łódź Ghetto (Litzmannstadt) đã theo họ vào tháng 4 năm 1940 và Warsaw Ghetto vào tháng 10. Hầu hết các ghettos Do Thái được thành lập vào năm 1940 và 1941. Sau đó, nhiều ghettos đã được niêm phong từ bên ngoài, được ốp bằng gạch, hoặc kèm theo dây thép gai. Trong trường hợp ghettos bịt kín, bất kỳ người Do Thái nào tìm thấy rời khỏi đó đều có thể bị bắn. Warsaw Ghetto, nằm ở trung tâm thành phố, là khu ổ chuột lớn nhất ở châu Âu bị Đức Quốc xã chiếm đóng, với hơn 400.000 người Do Thái bị nhồi nhét vào một khu vực rộng 3,4 kilômét vuông (1,3 dặm vuông Anh)  Łódź Ghetto là khu lớn thứ hai, chứa khoảng 160.000 người. Theo tài liệu lưu trữ của Bảo tàng Tưởng niệm Holocaust Hoa Kỳ, đã có ít nhất 1.000 khu ghetto như vậy trong các vùng Đức chiếm đóng và sáp nhập từ Ba Lan và Liên Xô.

## Điều kiện sống
Ghettos trên khắp Đông Âu đa dạng về quy mô, phạm vi và điều kiện sống. Các điều kiện trong các khu ghetto nói chung là tàn bạo. Tại Warsaw, người Do Thái, bao gồm 30% dân số toàn thành phố, bị buộc phải sống trong diện tích chỉ bằng 2,4% diện tích thành phố, mật độ 7,2 người/phòng. Trong khu ghetto Odrzywół, 700 người sống trong một khu vực trước đây do năm gia đình sinh sống, với mật độ từ 12 đến 30 đến mỗi phòng. Người Do Thái không được phép ra khỏi khu ghetto, vì vậy họ phải dựa vào buôn lậu và các khẩu phần chết đói do Đức quốc xã cung cấp: ở Warsaw, chỉ 253 kcal (1.060 kJ) cho mỗi người Do Thái, so với 669 kcal (2.800 kJ) cho mỗi người Ba Lan và 2.613 kcal (10.930 kJ) cho mỗi người Đức. Với điều kiện sống đông đúc, chế độ ăn đói và vệ sinh không đủ (kết hợp với việc thiếu nguồn cung cấp y tế), dịch bệnh truyền nhiễm trở thành một đặc điểm chính của cuộc sống trong khu ghetto. Trong Łódź Ghetto, khoảng 43.800 người đã chết vì nguyên nhân 'tự nhiên', 76.000 người chết tại Warsaw Ghetto trước tháng 7 năm 1942.